# الانسحاب البريطاني من عدن
الانسحاب من عدن كان الانسحاب النهائي للقوات البريطانية من مستعمرة عدن، بعد 128 عامًا من احتلال عدن. استقل المفوض السامي همفري تريفيليان طائرة تابعة لسلاح الجو الملكي البريطاني في قاعدة سلاح الجو الملكي في خورمكسر بعد حفل تسليم قصير في 30 نوفمبر 1967. وكان المهندسون الملكيون آخر القوات التي غادرت.  

## روابط خارجية
- ثورة أكتوبر في موقع أرجيلس
- مقطع بريطاني باثي لفرقة انسحاب القوات من عدن
- الانسحاب من عدن في متحف الحرب الإمبراطوري